# Antiumjetnost
Antiumjetnost (protuumjetnost) izraz je koji se slobodno primjenjuje na skup koncepata i stavova koji odbacuju prethodne definicije umjetnosti i propituju umjetnost općenito. Sasvim paradoksalno, antiumjetnost ima tendenciju propitivati i to odbacivati sa stajališta same umjetnosti.
Izraz je povezan s dadaističkim pokretom i općenito se prihvaća da se može pripisati Marcelu Duchampu prije Prvoga svjetskog rata oko 1914. kada se počeo koristiti pronađenim predmetima kao umjetnošću. Rabi se za opisivanje revolucionarnih umjetničkih oblika. Pojam su kasnije upotrijebili konceptualni umjetnici 1960-ih kako bi opisali rad onih koji su tvrdili da su se potpuno povukli iz prakse umjetnosti, to jest iz proizvodnje djela koja se mogu prodati.
Izraz antiumjetnosti može, ali i ne mora, imati tradicionalni oblik ili ispunjavati kriterije da se definira kao umjetničko djelo prema konvencionalnim standardima. Antiumjetnička djela mogu izraziti kategoričko odbijanje uporabe konvencionalnih kriterija kao sredstva definiranja što umjetnost jest, a što nije. Antiumjetnici mogu u potpunosti odbaciti konvencionalne umjetničke standarde ili usredotočiti svoju kritiku samo na određene aspekte umjetnosti, kao što su tržište umjetninama i visoka umjetnost. Neka antiumjetnička djela mogu odbaciti individualizam u umjetnosti, dok druga mogu odbaciti univerzalnost kao prihvaćeni čimbenik u umjetnosti. Osim toga, neki oblici antiumjetnosti u potpunosti odbacuju umjetnost ili odbacuju ideju da je umjetnost zasebno područje ili specijalizacija. Antiumjetnici također mogu odbaciti umjetnost gledajući na nju kao na ugnjetavanje dijela stanovništva.
Antiumjetnička umjetnička djela mogu izražavati neslaganje s općeprihvaćenim mišljenjem da postoji odvojenost između umjetnosti i života. Mogu se zapitkivati postoji li umjetnost zapravo..
Antiumjetnost je nazvana paradoksalnim neologizmom s obzirom na to da je njezino očito suprotstavljanje umjetnosti promatrano u skladu s temeljnim načelima umjetnosti 20. stoljeća ili moderne umjetnosti, posebice umjetničkih pokreta koji su svjesno težili transgresiji tradicije ili institucija. Međutim, sama antiumjetnost nije poseban umjetnički pokret. To bi obično bilo naznačeno duljinom vremena koje se proteže – dulje od onoga koje obično pokrivaju umjetnički pokreti. Međutim, određeni umjetnički pokreti opisuju se kao antiumjetnost. Dadaistički pokret općenito se smatra prvim pokretom protiv umjetnosti. Kaže se da je sam izraz antiumjetnost skovao dadaist Marcel Duchamp oko 1914., a njegovi readymadesi citirani su kao rani primjeri antiumjetničkih predmeta. Theodor W. Adorno u Estetskoj teoriji (1970.) izjavio je da je ...čak i ukidanje umjetnosti u znak poštovanja prema umjetnosti jer ozbiljno shvaća umjetničku tvrdnju o istini.
Antiumjetnost se danas općenito prihvaća u svijetu umjetnosti kao umjetnost iako neki još uvijek odbijaju Duchampove ready-mades držati umjetničkim, primjerice stuckistička grupa umjetnika koji su antiantiumjetnici.

## Oblici
Antiumjetnost može, ali i ne mora imati oblik umjetnosti. Ova je točka sporna. Neki oblici antiumjetnosti koji konstituiraju umjetnost nastoje otkriti konvencionalna ograničenja umjetnosti širenjem njezinih svojstava.
Neki slučajevi antiumjetnosti sugeriraju redukciju na ono što bi se moglo činiti temeljnim elementima ili sastavnim elementima umjetnosti. Primjeri ove vrste fenomena mogu uključivati jednobojne slike, prazne okvire, tišinu kao glazbu, nasumičnu umjetnost. Antiumjetnost se također često smatra korištenjem vrlo inovativnih materijala i tehnika ili uključivanjem elemenata prethodno nepoznatih u vizualnoj umjetnosti. Ove vrste antiumjetnosti mogu biti ready-made, pronađeni predmeti, détournement, kombinirane slike, aproprijacije, happenings, performansi i body art.
Može podrazumijevati potpuno odricanje od bavljenja umjetnošću. To se može postići umjetničkim štrajkom ili pak revolucionarnim aktivizmom. Jedan od ciljeva antiumjetnosti može biti potkopavanje ili podcjenjivanje individualne kreativnosti. To se može postići upotrebom gotovih proizvoda. Individualna kreativnost može se dodatno minimizirati korištenjem industrijskih procesa u umjetničkom stvaralaštvu. Antiumjetnici mogu nastojati potkopati individualnu kreativnost anonimnom produkcijom svojih djela. Mogu odbiti izlaganje svojih radova ili javno priznanje.
Antiumjetnici mogu odlučiti djelovati kolektivno, kako bi manji naglaak stavili na individualni identitet i individualnu kreativnost. To se može vidjeti u slučaju happeninga. To je ponekad slučaj s nadvremenim umjetničkim djelima koja su po svojoj zamisli prolazna. Antiumjetnici ponekad uništavaju svoja umjetnička djela,a neka djela namjerno su stvorena da budu uništena. To se naziva samodestruktivnom umjetnošću.
André Malraux razvio je koncepciju antiumjetnosti vrlo različitu od prethodno objašnjene. Za Malrauxa antiumjetnost je započela salonskom ili akademskom umjetnošću 19. stoljeća koja je odbacila temeljnu ambiciju umjetnosti u korist polufotografskog (često uljepšanog) iluzionizma. O akademskom slikarstvu Malraux napisao je: Svi pravi slikari, svi oni kojima je slika vrijednost, zgražali su se nad ovim slikama – Portret velikog kirurga i drugima – jer to nisu doživljavali ne kao oblik slikarstva, već kao negacija slikarstva. Za Malrauxa je antiumjetnost još uvijek vrlo prisutna, iako u drugom obliku. Njegovi potomci su komercijalni film i televizija, kao i popularna glazba i fikcija. Malraux piše: Salon je izbačen iz slikarstva, ali drugdje on vlada.

## Teorija
Antiumjetnost je i pravac u teoretskom poimanju umjetnosti i likovnosti.
Filozof Roger Taylor u knjizi Umjetnost, neprijatelj naroda tvrdi da je umjetnost buržoaska ideologija koja vuče korijene iz kapitalizma. Zauzimajući izrazito antiesencijalistički stav, također tvrdi da umjetnost nije oduvijek postojala i da nije univerzalna, nego specifična za Europu.
The Invention of Art: A Cultural History Larryja Shinera knjiga je povijesti umjetnosti dovodi u pitanje poimanje umjetnosti. Shiner predstavlja (lijepu) umjetnost kao društvenu konstrukciju koja nije uvijek postojala kroz ljudsku povijest i koja bi također mogla nestati: umjetnost kako je općenito shvaćamo europski je izum star jedva dvjesto godina.

## Povijest

### Prije Prvoga svijetskog rata
Jean-Jacques Rousseau odbacuje razdvajanje između izvođača i gledatelja, života i kazališta. Karl Marx je postavio da je umjetnost posljedica klasnog sustava i stoga zaključio da bi u komunističkom društvu postojali samo ljudi koji se bave umjetničkim stvaranjem, a ne umjetnici.
Prvi pokret koji se namjerno suprotstavio etabliranoj umjetnosti nedvojbeno je bio pokret Incoherents s kraja 19. stoljeća u Parizu. Utemeljio ga je Jules Lévy 1882. Incohérents je organizirao dobrotvorne umjetničke izložbe koje su imale satiričnu i humorističnu namjeru, a predstavljali su ...crteže ljudi koji ne znaju crtati... i organizirali balove pod maskama s umjetničkim temama, sve u sklopu velike tradicije kabaretske kulture Montmartrea. Iako je kratko trajao – posljednji događaj Incoherentsa bio je 1896. – pokret je bio popularan zbog svoje zabavne vrijednosti. U svojoj predanosti satiri, bezobzirnosti i ismijavanju proizveli su niz djela koja imaju izrazite formalne sličnosti sa stvaralaštvom avangarde 20. stoljeća: ready-made, monokromi, prazne okvire i tišinu kao glazba.

### Dadaizam i konstruktivizam
Od Švicarske tijekom Prvoga svjetskog rata, veliki dio dade i neki aspekti umjetničkih pokreta koje je inspirirala, kao što su neodada, novi realizam i fluxus, smatrani su antiumjetnošću. Dadaisti su odbacivali kulturni i intelektualni konformizam u umjetnosti i širem društvu. Za sve što je umjetnost predstavljala dada je morala predstavljati suprotnost.
Gdje se umjetnost bavila tradicionalnom estetikom, dada je potpuno zanemarivala estetiku. Ako je umjetnost trebala apelirati na osjećaje, dada je trebala vrijeđati. Svojim odbacivanjem tradicionalne kulture i estetike dadaisti su se nadali uništiti tradicionalnu kulturu i estetiku. Budući da su bili više politizirani, berlinski dadaši bili su najradikalnija antiumjetnost unutar dade. Godine 1919. unutar Berlinske grupe dadaističko revolucionarno središnje vijeće izložilo je dadaističke ideale radikalnog komunizma.
Od 1913. godine ready-mades Marcela Duchampa propituju individualnu kreativnost i redefiniraju umjetnost kao nominalni, a ne intrinzični objekt.
Tristan Tzara izjavio je: Ja sam protiv sustava; načelno je najprihvatljiviji sustav ne imati ga. Središnji koncept Tzarine misli bio je da sve dok radimo stvari na način na koji mislimo da smo ih nekoć radili, nećemo moći stvoriti društvo pogodno za život.
Nastao u Rusiji 1919. godine, konstruktivizam odbacuje umjetnost u cijelosti i kao specifičnu aktivnost koja stvara univerzalnu estetiku u korist praksi usmjerenih na društvene svrhe, korisnih za svakodnevni život kao što su grafika, oglašavanje i fotografija. Godine 1921., izlažući na izložbi 5x5=25, Aleksandr Mihajlovič Rodčenko stvorio je monokrome i proglasio kraj slikarstva. Za umjetnike Ruske revolucije Rodčenkovo radikalno djelovanje bilo je puno utopijskih mogućnosti. To je označilo kraj umjetnosti, kao i kraj buržoaskih normi i praksi. To je otvorilo put za početak novog ruskog života, novog načina proizvodnje, nove kulture.

### Nadrealizam
Počevši od ranih 1920-ih, mnogi nadrealistički umjetnici i pisci gledali su na svoj rad primarno kao na izraz filozofskog pokreta, a njihova djela prvenstveno kao artefakt. Nadrealizam se kao politička sila razvijao neravnomjerno u svijetu: ponegdje se više stavljao naglasak na umjetničke, dok su ponegdje prevladavale političke prakse. Drugdje se pak činilo da je nadrealistička praksa zasjenila i umjetnost i politiku. Politički, nadrealizam je bio ultraljevičarski, komunistički ili anarhistički. Odvajanje od dadaizma okarakterizirano je kao odvajanje anarhista i komunista pri čemu su nadrealisti komunisti. Godine 1925. Nadrealistički istraživački ured objavio je svoj afinitet prema revolucionarnoj politici. U 1930-ima mnogi su se nadrealisti snažno identificirali s komunizmom. Breton i njegovi drugovi neko su vrijeme podržavali Lava Trockog i njegovu Međunarodnu lijevu opoziciju iako su se otvorili anarhizmu što se potpunije očitovalo nakon Drugoga svjetskog rata.
Vođa André Breton bio je izričit u svojoj tvrdnji da je nadrealizam prije svega revolucionarni pokret. Vjerovao je da se načela nadrealizma mogu primijeniti na sve životne okolnosti i da nisu ograničena na umjetničko područje. Njegove pristaše, uz Komunističku partiju, radile su na oslobođenju čovjeka. Međutim, Bretonova grupa odbila je dati prednost proleterskoj borbi nad radikalnim stvaranjem, pa su njihove borbe s Partijom učinile kasne 1920-e objema gruapam turbulentnim vremenom. Mnoge osobe bliske Bretonu, osobito Louis Aragon, napustile su njegovu grupu kako bi bliže surađivale s komunistima. Godine 1929. Breton je zatražio od nadrealista da procijene svoj stupanj moralne kompetencije, a teorijska poboljšanja uključena u Drugi manifest nadrealizma isključila su svakoga tko se nije htio uključiti u kolektivnu akciju.
Na kraju Drugoga svjetskog rata nadrealistička skupina pod vodstvom Andréa Bretona odlučila se izričito prikloniti anarhizmu. Godine 1952. Breton je napisao: Nadrealizam se prvi put prepoznao u crnom zrcalu anarhizma.

### Letrizam i situacionistička internacionala
Isidore Isou sredinom 1940-ih u Francuskoj je osnovao pokret letrizma koji se koristio materijalima posuđenima iz drugih filmova, tehniku koja će se kasnije razviti (pod naslovom diverzija) u situacionističkim filmovima. Film često nadopunjuju nastupom uživo ili filmskom raspravom izravno uključujući i samu publiku u cjelokupan doživljaj. Najradikalniji književni filmovi, Wolmanov Antikoncept i Debordovi Urlici za Sadea potpuno napuštaju sliku.
Godine 1956. Isidore Isou razvio je pojam umjetničkog djela koje, po samoj svojoj prirodi, nikada ne bi moglo postojati u stvarnosti,ali koje bi još moglo estetski zadovoljavati intelektualnim promišljanjem time podsjećajući na infinitezimale Gottfrieda Wilhelma Leibniza, količine koje su stvarno mogle postojati samo konceptualno. Ovomu je pridodan i iz toga proizašao ekskoordizam, trenutačna inkarnacija izuističkoga pokreta, definiran kao umjetnost beskonačno velikog i beskonačno malog.
Godine 1960. Isidore Isou stvorio je nadvremenu umjetnost: sredstvo za pozivanje i uključivanje publike u stvaranje umjetničkog djela. U svom najjednostavnijem obliku, to može uključivati ništa više od uključivanja nekoliko praznih stranica u knjigu kako bi čitatelj mogao dodati svoje doprinose.
U Japanu kasnih 1950-ih grupa Kyushu bila je avangardna, eksperimentalna i turbulentna umjetnička grupa. Kidali su i palili platna, spajali valoviti karton, čavle, matice, opruge, metalne strugotine i vreću u svoja djelima, sastavljali brojne glomazne sklopove starog željeza, a bili su najpoznatiji po tome što su pokrivali velik dio svojih radova katranom, a ponekad i urinom ili pak izmetom. Umjetnost su pokušali približiti svakodnevnom životu ugrađujući svakodnevne predmete u svoje radove, ali i izlažući i izvodeći svoje radove vani, na ulici, kako bi ih svi mogli vidjeti.
Druge slične antiumjetničke skupine uključivale su neodadu (Neo-Dadaizumu Oganaizazu), gutai (Gutai Bijutsu Kyokai) i hi-red-center. Svaka na svoj način pod utjecajem L'Art Informela, te grupe i njihovi članovi radili su na stavljanju u prvi plan materijala u svom radu: umjesto da umjetničko djelo smatraju dalekim referentom, sam materijal i interakcija umjetnika s njim postali su glavna točka. Oslobađanje geste još je jedna ostavština L'Art Informela, a članovi grupe Kyushu prisvajaju je s velikim entuzijazmom bacajući, kapajući i lomeći materijal, ponekad uništavajući djelo pritom.
Od 1950-ih u Francuskoj Litreistička internacionala i kasnije Situacionistička internacionala razvile su dijalektičko gledište smatrajući da je njihov zadatak nadići umjetnost, ukinuti pojam umjetnosti kao posebne i specijalizirane djelatnosti i transformirati je tako da postane dio svakodnevice. Sa situacionističkog je gledišta umjetnost ili revolucionarna ili ništa. Na taj su način situacionisti vidjeli svoje napore kao nadopunu rada dade i nadrealizma dok su ih oboje ukidali. Situacionisti su se potpuno odreknuli umjetničkog stvaralaštva.
Članovi Situacionističke internacionale voljeli su misliti da su vjerojatno najradikalniji, politizirani, dobro organizirani i teorijski najproduktivniji antiumjetnički pokret koji je dosegnuo vrhunac studentskim prosvjedima i općim štrajkom u Francuskoj u svibnju 1968. godine. Stajalište koje su dijelili i drugi, među njima akademik Martin Puchner.
Godine 1959. Giuseppe Pinot-Gallizio predložio je industrijsko slikarstvo kao industrijsko-inflacijsku umjetnost.

### Neodada i kasnije
Slično dadaizmu, fluxus je 1960-ih uključio snažnu antikomercijalnu struju i antiumjetnički senzibilitet ocrnjujući konvencionalni, tržištem vođeni svijet umjetnosti u korist kreativne prakse usmjerene k umjetniku. Umjetnici fluxusa koristili su se svojim minimalnim performansima kako bi zamaglili razliku između života i umjetnosti.
Godine 1962. Henry Flynt započeo je kampanju za antiumjetnički stav. Želio je da se avangardna umjetnost zamijeni terminima veramusement i brend – neologizmima koji otprilike znače čistu rekreaciju.
Godine 1963. George Maciunas zagovarao je revoluciju, živu umjetnost, antiumjetnost i neumjetničku stvarnost koju trebaju shvatiti svi ljudi. Maciunas je nastojao održati svoje deklarirane ciljeve demonstriranja umjetnikova neprofesionalnog statusa... njegove nezamjenjivosti i inkluzivnosti i da sve može biti umjetnost i svatko to može učiniti.
U 1960-ima umjetnička grupa Black Mask pod utjecajem dade izjavila je da bi revolucionarna umjetnost trebala biti sastavni dio života, kao u primitivnom društvu, a ne dodatak bogatstvu. Black Mask poremetila je kulturna događanja u New Yorku dijeleći beskućnicima letke umjetničkih događanja s mamcem besplatnih pića. Kasnije će Motherfuckers nastati iz kombinacije Black Maska i druge grupe pod nazivom Angry Arts.
BBC je objavio intervju s Duchampom koji je vodila Joan Bakewell 1966. godine, a u kojem su izražene neke od Duchampovih najeksplicitnijih antiumjetničkih ideja. Duchamp je usporedio umjetnost s religijom rekavši da želi potisnuti umjetnost na isti način na koji su mnogi potisnuli religiju. Duchamp dalje objašnjava intervjuistici da riječ umjetnost etimološki znači raditi, da umjetnost označava aktivnost bilo koje vrste i da je naše društvo to koje stvara čisto umjetne razliku između umjetnika i ostalih.
Tijekom 1970-ih King Mob bio je odgovoran za razne napade na umjetničke galerije, kao i na umjetnička djela u njima. Prema filozofu Rogeru Tayloru, koncept umjetnosti nije univerzalan, nego je izum buržoaske ideologije koja pomaže u promicanju toga društvenog poretka. Uspoređuje ga s rakom koji kolonizira druge oblike života do te mjere da ih postaje teško razlikovati jedne od drugih.
Stewart Home pozivao je na štrajk umjetnika između 1990. i 1993. Za razliku od ranijih prijedloga štrajka umjetnika, poput onog Gustava Metzgera iz 1970-ih, nije bio zamišljen kao prilika za umjetnike da preuzmu kontrolu nad sredstvima distribucije vlastitih djela, nego kao vježba propagande i psihičkog rata čiji je cilj uništenje svijeta umjetnosti u cjelini, a ne samo galerijskog sustava. Kao što je Black Mask učinio 1960-ih, Stewart Home ometao je kulturna događanja u Londonu 1990-ih dijeleći letke s književnim događajima beskućnicima pod mamcem besplatnih pića.
Punk je razvio antiumjetničke pozicije. Neki bendovi industrijske glazbe svoj rad opisuju kao oblik kulturnog terorizma ili kao oblik antiumjetnosti.

## Kao umjetnost
Paradoksalno, većinu oblika antiumjetnosti postupno je u potpunosti prihvatio umjetnički establišment kao uobičajene, konvencionalne umjetničke forme. Čak su i djela pokreta koji su najokrutnije odbacivali umjetnost sada prikupljena u najprestižnijim kulturnim institucijama.
Stuckisti još uvijek smatraju Duchampove readymadese antiumjetnošću, a također drže da je antiumjetnost postala konformističkom i sebe opisuju kao antiantiumjetnike.

## Vanjske poveznice
- Walker, John. (1992.): antiumjetnost . Pojmovnik umjetnosti, arhitekture i dizajna od 1945., 3. izd.